# Typ 15 (tank)
Typ 15 (čínsky v českém přepisu i-wu š’ čching-sing tchan-kche, pchin-jinem yīwǔ shì qīngxíng tǎnkè, znaky zjednodušené 15式轻型坦克; neboli ZTQ-15), známý také pod kódovým označením Černý panter (čínsky v českém přepisu chej pao, pchin-jinem hēi bào, znaky 黑豹) je čínský lehký hlavní bojový tank třetí generace.
Typ 15 je ve výzbroji Pozemních sil Čínské lidové osvobozenecké armády (ČLOA), Námořní pěchoty Námořnictva ČLOA, a Výsadkového sboru Letectva ČLOA. Jedná se o nástupce lehkého tanku Typ 62, jenž byl ze služby v čínských ozbrojených silách vyřazen v roce 2013.

## Vývoj
Tank byl vyvinutý primárně pro export. Za jeho vznikem stojí čínská společnost Norinco (resp. CNGC). Vývoj pravděpodobně probíhal pod kódovým označením Prototyp 617. První informace o novém tanku se na veřejnost dostaly v roce 2014 prostřednictvím čínských sociálních médií. Oficiálně představený byl v roce 2016.
V červnu 2017 skončily vojskové zkoušky pro potřebu Čínské lidové armády, které probíhaly na náhorních plošinách v Tibetu.
Do služby by v ČLR mělo vstoupit okolo 300 vozidel, první jednotkou vybavenou těmito tanky se stala 123. kombinovaná brigáda v rámci 75. armádní skupiny.

## Design

### Výzbroj
Typ 15 disponuje plně stabilizovaným 105mm kanónem s hladkým vývrtem hlavně, jenž je výkonnější než Typ 94 použitý na středních tancích Typ 59 a Typ 80/88. Uvádí se, že zbraň má dostřel až 3 km a je kompatibilní s veškerou standardní municí NATO ráže 105 mm. Palebný průměr je 38 kusů munice. Dělo může odpalovat granáty typu APFSDS, HEAT, HE, ale i protitankové řízené střely. Granáty typu APFSDS by měly být schopné penetrovat 500 mm pancíře na vzdálenost 2 000 m.

### Mobilita
Tank je poháněn dieselovým motorem o výkonu 746 kW s plně automatickou převodovkou.
Díky své nižší hmotnosti lze Typ 15 přepravovat vzduchem. Transportní letouny Y-20 mohou nést dva tanky Typ 15 a stroj může pak být nasazen ve vzdálenosti až 7 800 km od domovské základny.

## Uživatelé
- Čína - cca. 500